# Беспозвоночные
Беспозвоно́чные (лат. Invertebrata) — животные, которые не являются позвоночными (Vertebrata). Это несистематическая группа, объединяющая очень различные по систематическому положению организмы, относящиеся как к первичноротым, так и ко вторичноротым.
Термин был предложен Ж. Б. Ламарком как обобщающее название для насекомых, моллюсков и червей (следует учитывать, что в те времена объём этих групп понимался иначе, чем сейчас). Беспозвоночные противопоставлялись позвоночным — группе, объединявшей рыб, «гадов» (пресмыкающихся с земноводными), птиц и млекопитающих. 
В современной систематике эта группа не признаётся за таксон, поскольку она явно сформирована «по остаточному принципу» — в неё попали все животные, не имеющие позвоночника. С точки зрения современной систематики — это классический пример парафилетической группы (в отличие от строго монофилетических позвоночных). По современным представлениям, животные, которых Ламарк отнёс к беспозвоночным, распределены по более чем двадцати равноправным группам высокого ранга — типам (наиболее крупные из которых — членистоногие, круглые черви и моллюски). При этом позвоночные составляют лишь один из подтипов в типе хордовых, два других подтипа которого (оболочники и головохордовые) традиционно относят к беспозвоночным. К беспозвоночным относится около 97 % описанных видов животных.
Вместе с тем название «беспозвоночные» до сих пор сохранило своё значение при описании профессиональной принадлежности учёных-зоологов. Существуют многочисленные кафедры и департаменты зоологии беспозвоночных (англ. Invertebrate zoology).

## Пищевые беспозвоночные
Многие виды беспозвоночных традиционно употребляются в пищу человеком. Например, устрицы, мидии, улитки, крабы и омары. Во Вьетнаме и многих других странах в пищу употребляют различных насекомых. В XXI веке аналоги мяса, производимые из личинок мух и других насекомых, разрабатываются многими компаниями.